# Balogh Beatrix (kézilabdázó)
Balogh Beatrix (Kaposvár, 1974. december 12. –) olimpiai ezüstérmes magyar kézilabdázó.

## Sportpályafutása
Részese volt a 90-es évek végén a Dunaferr SE aranykorszakának, ebben az időben sikerült elhódítaniuk több európai klubbajnokság trófeáját, az EHF-kupát, a Bajnokok Ligáját és az Európai Szuperkupát. Ebben az időszakban nagy teher hárult rá, hiszen a sérült átlövő, Radulovics Bojana helyén is kellett játszania, ami egy szélső játékostól nagyszerű teljesítmény. Külföldön is kipróbálta magát, Ausztriában a Hypo csapatánál légióskodott, azonban ebben az időszakban sérülések hátráltatták (bokaszalag-szakadás), de örömteli esemény is fűződik ezekhez az évekhez, ekkor született meg ugyanis kislánya, Panna. 2008-ban a Valencia játékosa lett. 2009-től két évig ismét Dunaújvárosban szerepelt. 2011-től a Marcali játékosedzője lett.
Első válogatott mérkőzését Győrben, 1994. március 5-én vívta Izland válogatottja ellen. 1996-ban szerepelt az Európa-bajnokságon, majd az 1997-es világbajnokságon. 1998-ban bronzérmes volt az Európa-bajnokságon. 2000-ben olimpiai ezüstérmet és Eb aranyérmet szerzett. 2001-ben hatodik volt a világbajnokságon. Itt bekerült az All Star csapatba. 2002-ben ötödik volt az Eb-n. 2004-ben tagja volt az olimpiai keretnek, de kimaradt az utazó csapatból. 2004-ben az Eb-n, 2005-ben a vb-n bronzérmes volt. 2006-ban az Eb-n ötödik lett. 2007-ben nyolcadik volt a vb-n.

## Sikerei

### Klubcsapatban
- EHF-kupa: 2-szeres győztes: 1998, 2005
- EHF Bajnokok Ligája: 1-szeres győztes: 1999
- Európai Szuperkupa: 1-szeres győztes: 1999
- Magyar bajnokság: 3-szoros győztes: 1998, 1999, 2001
- Magyar kupa: 2-szeres győztes: 1998, 1999
- Osztrák bajnokság: 2-szeres győztes: 2002, 2003
- Osztrák kupa: 2-szeres győztes: 2002, 2003
- Az NB I. gólkirálynője 2006-ban.
- A 2001-es világbajnokság All-Star csapatának tagja.

### Válogatottban
- Olimpia: 
  - ezüstérmes: 2000
- Kézilabda-világbajnokság: 
  - bronzérmes: 2005
  - 5. helyezett: 1999
  - 6. helyezett: 2001
  - 9. helyezett: 1997
- Kézilabda-Európa-bajnokság: 
  - 1-szeres győztes: 2000
  - 2-szeres bronzérmes: 1998, 2004
  - 5. helyezett: 2002, 2006
  - 10. helyezett: 1996

## Díjai, elismerései
- Az év magyar kézilabdázója (1997)
- A Magyar Köztársasági Érdemrend lovagkeresztje (2000)
- Dunaferr-díj (2000)